# Politique étrangère de la Libye
La politique étrangère de la Libye regroupe l'ensemble des relations diplomatiques entretenues par l'État de Libye depuis son indépendance en 1951.
La Libye est membre de l'Organisation des Nations unies, de l'Union africaine, de l'Organisation de la coopération islamique, de la Ligue arabe, et de l'Organisation des pays exportateurs de pétrole.
Depuis septembre 2023, le chef de la diplomatie libyenne est Abdel Hamid Dbeibah qui est aussi Premier ministre.

## Chronologie des relations

### Pendant la période Mouammar al-Kadhafi
Porté au pouvoir par un coup d’État en 1969, Mouammar al-Kadhafi instaure la République arabe libyenne, régime d’inspiration socialiste, sur le modèle de l’Égypte dirigée par Gamal Abdel Nasser, gouvernée par un Conseil de commandement de la révolution. En 1973, sont formés des comités populaires conçus comme lieux de l’exercice d’une démocratie directe. En 1977, une nouvelle constitution, dite Déclaration sur l’avènement du Pouvoir du Peuple, donne au mode de gouvernement de la Libye le nom officiel de Jamahiriya arabe libyenne populaire et socialiste (Jamahiriya étant un néologisme traduisible par État des masses) dans laquelle le pouvoir exécutif est partagé entre le Guide de la révolution et seize représentants du Congrès général du peuple, qui est l’organe législatif, et son bureau politique.

### Révolution et guerres civiles libyennes
À partir de février 2011, ce pouvoir est contesté par une insurrection qui prend naissance à Benghazi et se propage sur une vaste portion du territoire libyen. Les rebelles et les régions qu’ils contrôlent sont dirigés dès le 27 février par un Conseil national de transition (CNT) présidé par l’ancien ministre de la Justice Moustapha Abdel Jalil. Après le 22 août 2011, la rébellion contrôle également la quasi-totalité de la capitale libyenne, réduisant ainsi l’ancien pouvoir de Kadhafi à une portion congrue. Beni Ulid et Syrte, derniers bastions de Kadhafi, tombent à l'automne ; Mouammar Kadhafi lui-même est capturé et tué en tentant de s'enfuir de Syrte.
La Libye entame alors une difficile période de transition politique. Une « déclaration constitutionnelle » provisoire, adoptée le 3 août 2011, définit la Libye comme « un État démocratique indépendant où tous les pouvoirs dépendent du peuple » et prévoit de garantir le pluralisme politique et religieux, tout en basant la législation sur la charia. Le CNT annonce qu'il ne prévoit de garder le pouvoir que jusqu'à la réunion d'une assemblée constituante, qui devra désigner un nouveau gouvernement et rédiger une constitution, soumise ensuite à référendum, préalable à des élections libres.
Le 7 juillet 2012, un Congrès général national est élu au suffrage universel. À compter de sa première réunion, le 8 août, il se substitue au CNT et est chargé de désigner un nouveau gouvernement de transition, en attendant la mise en place des institutions définitives. Le nouveau régime connaît cependant les plus grandes difficultés à constituer une autorité centrale forte, et doit compter avec de nombreuses milices armées tribales ou régionales, notamment islamistes, qui se sont constituées durant la guerre civile et font planer des menaces de partition du pays. Le pays apparaît bientôt comme un « État failli ». En 2014, après la tenue d'élections législatives en juin, la Libye, qui n'a toujours pas de véritable constitution, sombre dans une nouvelle guerre civile : deux gouvernements rivaux, celui de la Chambre des représentants issu des élections législatives, à Tobrouk, et celui du Congrès général national.
Cette deuxième guerre civile voit la présence de nombreux intervenants extérieurs tenter de faire basculer le conflit. Mais contrairement à la première guerre civile de 2011 lors de laquelle une coalition internationale s'était formée contre Mouammar Kadhafi, les puissances qui interviennent dans la deuxième guerre soutiennent des camps opposés. Ainsi, tandis que la Turquie et le Qatar soutiennent massivement le gouvernement de Fayez el-Sarraj basé à Tripoli, l'Égypte, les Émirats arabes unis, l'Arabie saoudite, la Russie et la France soutiennent le général Haftar, basé à Tobrouk. Mais leur soutien se fait plus discret, ne pouvant pas assumer de combattre le gouvernement de Tripoli reconnu par la communauté internationale, bien que celui-ci ne contrôle qu'une part minoritaire du pays. Confrontés à un déséquilibre très important de l'implication de leurs alliés respectifs, les gouvernent libyens rivaux voient leur rapport de force s'inverser; jusqu'à la mise en déroute de l'armée nationale libyenne à la suite de sa tentative de prendre Tripoli entre 2019 et 2020. Désormais sur la défensive, celle-ci bénéficie d'un soutien accru de l'Égypte, et parvient à garder le contrôle de la ville de Syrte.
Le conflit dans l'impasse et les armées ennemies ayant subi des pertes très importantes, les belligérants s'entendent pur un cessez-le-feu, acheminant peu à peu la deuxième guerre civile vers sa fin.

### Réouverture progressive du pays à partir de la fin des années 2010
En 2017, l'Italie ancienne puissance coloniale et partenaire économique majeur de la Libye, est alors le seul pays européen à rouvrir son ambassade à Tripoli alors que la guerre civile fait rage, après avoir été le dernier pays à la fermer à cause de la dégradation sécuritaire, en février 2015. L'ambassade italienne en Libye n'a donc été fermée que 2 ans, contre 7 ans pour l'ambassade de France (qui rouvre son ambassade en mars 2021).
La Russie est l'un des premiers pays à rouvrir son ambassade à Tripoli après le cessez-le-feu, en juillet 2020. Le ministre allemand des Affaires étrangères Heiko Maas se rend à Tripoli en août 2020 pour soutenir le cessez-le-feu, alors que quelques mois plus tôt, en janvier 2020, Berlin accueille une conférence sur la Libye pour tenter de trouver un accord entre les principaux États étrangers impliqués dans le conflit.
En mars 2021, un gouvernement d'union nationale est formé par le nouveau Premier ministre libyen Abdel Hamid Dbeibah Celui-ci est reconnu par la plupart des anciens belligérants ayant participé aux guerres civiles libyennes et la majorité de la communauté internationale. À la suite de la formation de ce gouvernement, plusieurs pays, anciens partenaires majeurs de la Libye, annoncent la réouverture de leur ambassade à Tripoli : la Grèce en février, France, le 29 mars, et Malte, le 5 avril. Le 8 avril 2021, les Émirats arabes unis, autre acteur majeur du conflit apportent officiellement leur soutien au nouveau gouvernement libyen.
Le 23 juin 2021, Berlin accueille une nouvelle conférence sur la paix en Libye sous l'égide de l'ONU et avec, pour la première fois, la participation du gouvernement de transition libyen. D'autres conférences internationales se succèdent, Paris, Skhirat (Maroc) ainsi qu'à Tripoli, dédiées à la transition démocratique en Libye, mais celle-ci tarde à se mette en place. En fin d'année 2022, aucune élection libre n'a encore été organisée pour mettre en place un gouvernement représentatif de la population, tandis que certains candidats aux présidentielles s'affrontent par milices interposées.
En février 2023, devant le Conseil de sécurité de l'ONU, qu’Abdoulaye Bathily, représentant spécial du secrétaire général des Nations unies, présente son initiative pour permettre l’organisation d’élections présidentielle et parlementaires d’ici à la fin de l’année. Mais dans un contexte de corruption généralisée, aucun des belligérants libyens ne veut d’un véritable accord qui nuirait à leurs privilèges, tandis que la population libyenne reproche à la communauté internationale de s’accommoder de la situation en privilégiant la stabilisation et la sécurité en Libye, au détriment de la démocratie.

## Relations avec l'Afrique et le Moyen-Orient

### Relations avec les pays frontaliers

#### Relations avec l'Algérie

##### Époque du royaume de Libye
L'Algérie sous colonisation française au cours des XIXe et XXe siècles, la Libye voisine, quant à elle, dans un cas très similaire, puisque cette dernière passe de la tutelle coloniale italienne à britannique puis la Libye sous colonisation française, au cours du XIXe siècle le célèbre savant algérien Mohammed bin Ali Al-Sanoussi décide de quitter son pays l'Algérie lors de l'intervention française en Algérie pour s'installer en 1840 en Arabie à La Mecque où il fonda la Tariqa al-Sanussiya puis la Dynastie Senussi avec à sa tête le petit-fils de Mohammed bin Ali Al-Sanoussi, Idriss Ier qui proclame l'indépendance de l'émirat de Cyrénaïque en 1922 puis en 1951 l'indépendance du royaume de Libye.
Pendant la guerre d'Algérie, ville de libyenne de Ghât, située à une dizaine de kilomètres de la frontière et fonctionnant en interaction avec sa jumelle algérienne Djanet, est une base arrière de la lutte contre la colonisation française. La zaouïa Tidjani, située quasiment sur la frontière, est l'une des bases du FLN, abritant armes, combattants et réunions.

##### Mouammar Kadhafi et la révolution libyenne

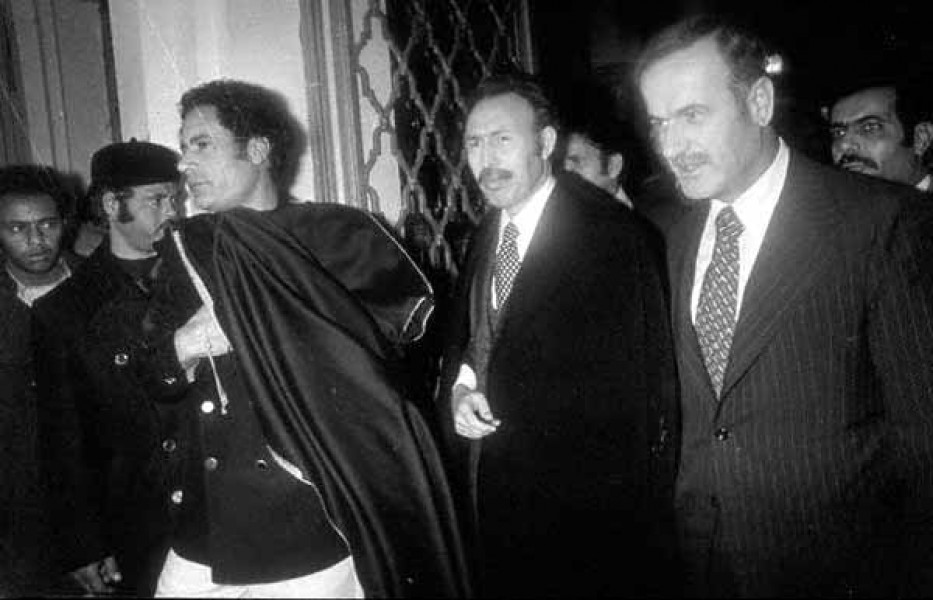
Les Présidents Moammar Gaddafi, Houari Boumédiène, et Hafez el-Assad à Tripoli en 1977.

Au cours de la guerre civile libyenne, le Conseil national de transition (CNT) de Libye accuse l'Algérie de soutenir Kadhafi en lui permettant de faire circuler du matériel militaire et des combattants étrangers à travers le territoire algérien,.
Le 8 mai, Sadek Bouguetaya, un leader parlementaire et membre du comité central du FLN gouvernant, a exprimé le soutien inconditionnel de l'Algérie à Kadhafi, tout en abordant la rencontre de Khadafi avec des tribus libyennes à Tripoli. Plus tard, il a expliqué lors d'une interview pour le journal algérien Echourouk, que sa visite en Libye a été à des fins humanitaires et qu'il a été chargé de cette mission par Abdelaziz Belkhadem, le secrétaire général du FLN et ministre.

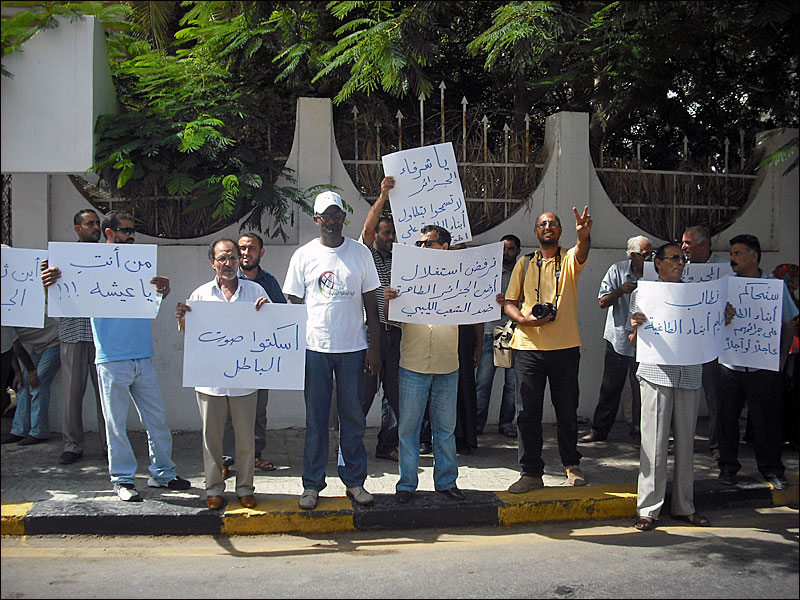
Manifestation en Libye pour réclamer la famille du Kadhafi.

Au début de juin 2011, le CNT a commencé à assouplir sa rhétorique. Ghoga, le vice-président du CNT, a accepté une interview avec le quotidien algérien Echourouk, dans laquelle il dit que

« Les peuples algériens et libyens sont frères. Nous sommes sûrs que nos relations seront plus forte dans les jours à venir. Nous ne voulons pas nous engager dans des conflits avec d'autres pays, surtout avec un pays frère comme l'Algérie. Nous avons également le souhait de voir l'Algérie étendre son soutien à la CNT très prochainement »

Malgré les efforts de Ghoga pour réparer les relations avec l'Algérie, deux mois et demi plus tard, les combattants de l'opposition ont pris d'assaut l'ambassade d'Algérie à Tripoli au cours de l'opération aube de la sirène, pillant et vandalisant le bâtiment. Il était difficile de savoir si les vandales avaient pour ordre de cibler l'ambassade. Le ministre des Affaires étrangères algérien Mourad Medelci s'est plaint au secrétaire général de l'ONU Ban Ki-moon à propos de l'incident. Le 24 août, le ministère des Affaires étrangères algérien a de nouveau nié les allégations disant qu'Alger avait offert son soutien à Kadhafi pendant la guerre et a exigé que le CNT revienne sur ses accusations comme une condition pour que le gouvernement algérien reconnaisse le conseil.
Toutefois, lorsqu'il est apparu que l'Algérie a prétendument mis à l'abri Kadhafi après qu'il a fui à la suite de la prise de contrôle de Tripoli par le CNT, le CNT a pris un ton beaucoup plus sévère. Le 29 août, il a déclaré que la mise à l'abri de Khadafi ou des membres de sa famille par l'Algérie serait considérée comme un « acte d'agression ». En réponse, les forces de sécurité libyennes ferment la frontière avec l'Algérie pour empêcher plus de passage illicite.

##### Dans la Libye post-Kadhafi
À cause de son soutien jusqu’au bout à Mouammar Kadhafi, par peur d’une contagion des printemps arabes, l’Algérie finit par perdre son influence, en Libye, même au Fezzan région frontalière qui faisaient traditionnellement partie de son aire d’influence. Celle-ci ne joue quasiment aucun rôle dans la médiation et les accords de réconciliations entre les belligérants en conflit lors de la deuxième guerre libyenne, surpassée par le Maroc, la Tunisie, le Qatar ou les Émirats arabes uni.
En 2017, l’Algérie annonce en grande pompe la visite de son ministre des Affaires étrangères Abdelkader Messahel dans le sud de la Libye, mais celle-ci tourne court ; après une escale à Ghât, il s’envole pour Tripoli en ignorant les autres villes du Fezzan et notamment sa capitale, Sebha, alimentant la certitude d’un affaiblissement de l'influence algérienne, illustrée par ce qui a été interprété comme une fuite.
Après son investiture en mars 2021, Abdel Hamid Dbeibah entame une tournée diplomatique dans plusieurs capitales africaines, mais attend deux mois et demi avant de se rendre le 29 mai à Alger, comme simple étape d’un périple sur le chemin de l’Europe. Toutefois, en avril 2021, deux ministres algériens, Sabri Boukadoum, des Affaires étrangères et Kamel Beldjoud de l'Intérieur se rendent à Tripoli à la tête d'une délégation de haut niveau, dans le cadre de la promotion des relations bilatérales et du soutien des parties libyennes face aux défis actuels.
En juillet 2021, le président algérien Abdelmadjid Tebboune reçoit son homologue libyen, Mohammed el-Menfi (Président du Conseil présidentiel de Libye) à Alger, et lui assure du « soutien absolu » de l'Algérie à la Libye.

#### Relations avec l'Égypte
L'Égypte et la Libye ont fait partie de l'Empire ottoman à partir du 16e siècle. La frontière actuelle de 1 115 km qui sépare les deux pays a été tracé après la conquête de la Libye est conquise par l'Italie, par deux traités entre l'Italie et le Royaume-Uni, en 1925 et 1926.

##### La Libye sous Mouammar Kadhafi

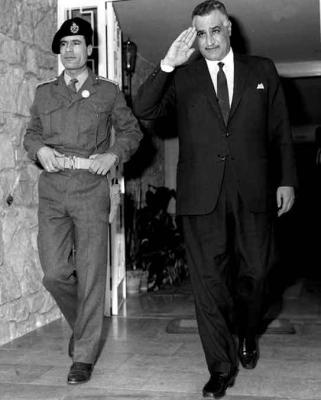
Gamal Abdel Nasser aux côtés de Mouammar Kadhafi en 1969.

En 1969, l'officier libyen Mouammar Kadhafi grand admirateur de Nasser, prend le pouvoir par un coup d'État qui renverse le roi pro-britannique Idris Ier. Les convergences entre Nasser et Kadhafi sont alors totales : tous deux sont socialistes favorables à l'Union soviétique, et nationalistes arabes.
Ainsi dès son arrivée au pouvoir, Kadhafi se distingue par un projet volontariste de concrétisation du panarabisme via l'union de la « nation arabe », avec pour finalité d'effacer les traces de la domination occidentale, persistantes même après la décolonisation. Son panarabisme se mêle d'emblée de panafricanisme et le 27 décembre 1969, la République arabe libyenne signe avec l'Égypte de Nasser et le Soudan de Gaafar Nimeiry une « charte révolutionnaire », dite « Pacte de Tripoli », qui lance le projet d'une fédération, définie comme une « alliance révolutionnaire dont le but est de déjouer les intrigues impérialistes et sionistes ». Lors d'une visite à Benghazi en juin 1970, Nasser apporte à Kadhafi une importante caution idéologique en le présentant comme « le dépositaire du nationalisme arabe, de la révolution arabe et de l'unité arabe ».
Après la mort de son modèle Nasser en septembre 1970, Kadhafi se présente comme l'authentique représentant du nassérisme, bien que ses idéaux islamistes le rendent en réalité assez éloignés de ceux de Nasser.
Le 17 avril 1971 est proclamée l'Union des Républiques arabes, fédération regroupant l’Égypte, la Libye et la Syrie, mais rapidement, le président égyptien Anouar el-Sadate, méfiant face aux surenchères unionistes de Kadhafi qu'il considère comme un « déséquilibré », choisit de s'éloigner de la fédération (avant de s'en retirer officiellement en 1984)..

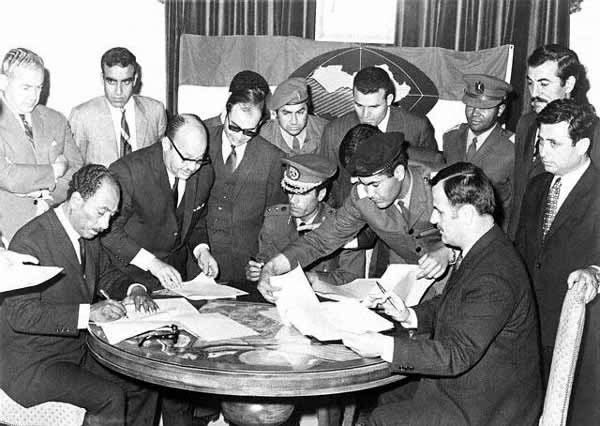
Anouar el-Sadate, Mouammar Kadhafi et Hafez el-Assad signant l'accord de fédération en 1971.

Les relations entre la Libye et l'Égypte se détériorent ensuite, Kadhafi appréciant peu de ne pas être associé à la guerre du Kippour en octobre 1973, ni même informé de l'offensive contre Israël. En 1976, tout en se rapprochant des États-Unis tandis que Kadhafi reste proche de l'Union soviétique, Saddate manœuvre pour isoler la Libye, et signe accord tripartite avec l'Arabie saoudite et le Soudan, alors ce dernier en plein conflit avec la Libye.
En juillet 1977, un bref conflit frontalier de trois jours éclate entre l'Égypte et la Libye, la « guerre égypto-libyenne ». Celui-ci tourne à l'avantage de l'Égypte qui s'empare de quelques villes frontalières, avant de prendre fin rapidement grâce à une médiation du président algérien Houari Boumédiène et du président de l'OLP Yasser Arafat
Le 5 décembre 1977, le rapprochement entre l'Égypte et Israël (qui débouche sur les accords de Camp David l'année suivante) provoque une rupture des relations entre l'Égypte et cinq États arabes, dont le Libye. L'Égypte est exclue de la ligue arabe en 1979. Cela ne l'empêche pas de soutenir Hissène Habré (qui reçoit d'ailleurs aussi une aide secrète d'Israël) lorsque Kadhafi attaque le Tchad en 1978 menant au « conflit tchado-libyen » qui dure jusqu'en 1987 et se termine par une victoire du Tchad qui reprend contrôle de la bande d'Aozou. Les années suivantes, tandis l'influence égyptienne est croissante sur la scène internationale en raison de son rapprochement simultané avec Israël, les États-Unis, l'Union soviétique (Hosni Moubarak ayant réactivé les relations bilatérales égypto-soviétique en 1981), et la Ligue arabe qu'elle réintègre en 1989, la Libye est de plus en plus isolée, Kadhafi étant accusé de soutenir le terrorisme international et d'être responsable de l'attentat de Lockerbie en 1988.

##### Depuis les printemps arabes
Au début des années 2000, Kadhafi change d'attitude, désireux de se démarquer de Saddam Hussein après l’invasion américaine de l'Irak et de convaincre l'Occident de le considérer comme un allié dans la guerre contre le terrorisme après les attentats du 11 septembre 2001. La réintégration progressive de la Libye sur la scène internationale, marquée notamment par le rétablissement de ses relations les États-Unis et plusieurs pays d'Europe comme la France de l'Italie, crée les conditions d'un rapprochement avec l'Égypte. Parallèlement, en dépit de relations diplomatiques compliquées, l'Égypte est restée dépendante de la Libye pour ses importations pétrolières, tandis que près de 1,5 million d'Égyptiens travaillent en Libye.
En 2011, les deux pays sont confrontés à d'importants mouvements de contestation dans la vague des printemps arabes, qui conduisent aux renversements de leurs chefs d'État respectifs Hosni Moubarak et Mouammar Kadhafi, ainsi qu'à la mort de ce dernier. Mais contrairement à l'Égypte, la transition politique échoue en Libye, et la révolution est suivie trois ans plus par une guerre civile dans laquelle s'oppose le gouvernement d'union nationale basé à Tripoli à un gouvernement rival basé à Tobrouk, puis à Benghazi.
Parallèlement en Égypte, Abdel Fatah Al Sissi exerce une forte répression contre l'organisation des frères musulmans dont est issu son prédécesseur Mohamed Morsi. Cette hostilité envers le mouvement islamiste fait de l'Égypte une alliée objective du maréchal Khalifa Haftar (surnommé le « Sissi libyen »), en lutte pour le pouvoir contre son rival Fayez el-Sarraj, chef d'État reconnu par la communauté internationale, mais dont le contrôle du territoire se limite à Tripoli et ses environs.

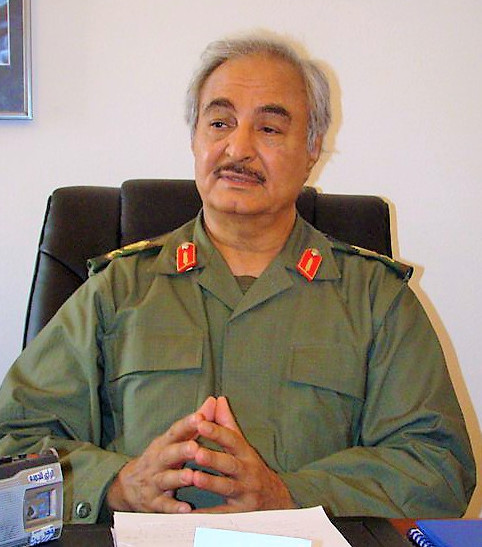
Le général libyen Khalila Haftar, soutenu par l'Égypte pendant la guerre civile libyenne.

L’Égypte, qui au même moment connaît une insurrection islamiste dans le Sinaï, fournit des armes et des équipements au général Khalifa Haftar, qu’elle perçoit comme le rempart le plus sûr contre les islamistes. Le Caire appelle l’ONU à exempter l’Armée nationale libyenne commandée par Haftar de l’embargo sur les armes en Libye afin de faciliter l’envoi d’armes au général. En 2014, l'Égypte est aussi accusée par Washington d’avoir mené des raids contre des milices islamistes en Libye combattues par Khalifa Haftar.
En avril 2019, celui-ci se rend en Égypte et rencontre le président égyptien Abdel Fattah al-Sissi, qui lui confirme le soutien de l’Égypte dans ses « efforts de lutte contre le terrorisme et contre les milices extrémistes pour assurer la sécurité et la stabilité aux citoyens libyens ». Parallèlement, la participation des soldats égyptiens à la guerre civile libyenne dans les rangs de l'Armée nationale libyenne est révélée par des sources locales, mais sans qu'on puisse vérifier s'ils ont été engagés comme mercenaires ou mobilisés par l'armée égyptienne.
En juillet, alors que les forces du gouvernement de Fayez el-Sarraj soutenues par l'armée turque sont sur le point de prendre la ville de Syrte après l'échec de la tentative de Khalila Haftar de prendre Tripoli, le président égyptien Abdel Fattah al-Sissi avertit que la prise de cette ville causerait une intervention militaire de l'Égypte. Le gouvernement de Tripoli lui rétorque que cette menace constitue une « déclaration de guerre ». La semaine suivante, le parlement égyptien donne son accord pour une possible intervention en Libye. Mais la tension retombe le mois suivant lorsque les belligérants ennemis annoncent un cessez-le-feu qui stabilisent les lignes de front, et la tenue d'élections libres en mars 2021.
En février 2021, le président égyptien Abdel Fattah al-Sissi reçoit au Caire le nouveau Premier ministre libyen intérimaire Abdulhamid Dbeibeh et réaffirme son soutien au pays dans sa quête de stabilité. L'Égypte fait également part de son intention de rouvrir son ambassade à Tripoli, reconnaissant ainsi les nouvelles autorités libyennes.
Le mois suivant, à la suite du vote du Parlement libyen confirmant la nomination d'Abdulhamid Dbeibeh au poste de Premier ministre, le ministre égyptien des Affaires étrangères Sameh Choukri salue une décision allant « dans le sens d'une avancée vers la stabilité, la protection de la sécurité et de la souveraineté de la Libye ». Abdelhamid Dbeibah qualifie l'Égypte de « puissance alliée et amie ».

#### Relations avec le Niger
La Libye et le Niger partagent une frontière de 354 km.

#### Relations avec le Soudan
La Soudan et la Libye partagent une frontière de 381 km, dont le tracé actuel date de 1934.

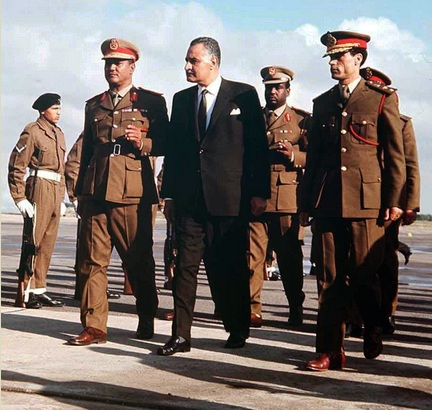
Nasser, entouré par les chefs d'État soudanais Gaafar Nimeiry (à gauche) et libyen Mouammar Kadhafi (à droite) à l'aéroport de Tripoli en 1969.

Le bilan des relations entre la Libye de Mouammar Kadhafi et le Soudan d'Omar el-Bechir est assez mitigé. L’ancien dirigeant libyen a soutenu le président soudanais contre la Cour pénale internationale et a accueilli plusieurs fois M. Béchir en Libye, mais il a aussi cherché à accroître son influence dans la région en envoyant des armes au Darfour, en proie à une rébellion.
En 2010, la Libye a notamment accueilli Khalil Ibrahim, chef du Mouvement pour la justice et l’égalité, le plus militarisé des groupes rebelles du Darfour, responsable d'une attaque meurtrière menée à Khartoum en 2008, pour laquelle Béchir accuse la Libye de complicité. Khalil Ibrahim est tué en décembre 2011 par l’armée soudanaise peu après son retour au pays.
En octobre 2011, après la chute du régime de Kadhafi, le président soudanais avait affirmé avoir soutenu les troupes du Conseil national de transition et fourni des armes aux combattants rebelles libyens. Omar el-Béchir rencontre Moustapha Abdeljalil, chef du Conseil national de transition à Tripoli en janvier 2012, et lui fait part du soutien soudanais au peuple libyen.
En septembre 2019, après la chute d'Omar el-Béchir, le Soudan a fermé sa frontière avec la Libye pour des raisons sécuritaires, alors que de nombreux rebelles soudanais ont rejoint la Libye pendant le conflit du Darfour. Parallèlement, plus de 10.000 Soudanais sont recrutés comme mercenaires et participent à la deuxième guerre civile libyenne dans les différentes armées ennemies.
En janvier 2020, des manifestants soudanais ont dénoncé l'envoi de combattants soudanais recrutés par les Émirats Arabes Unis envoyés en Libye en guerre civile depuis la chute de Mouammar Kadhafi.

#### Relations avec le Tchad

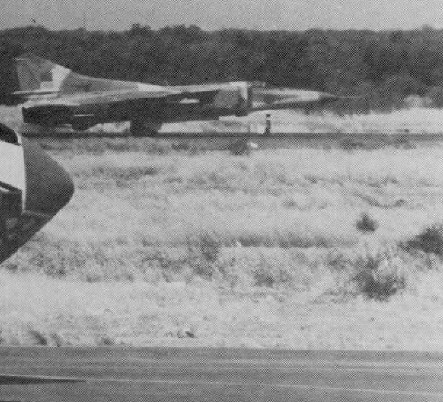
Un MiG-23 sur la base aérienne de Faya-Largeau occupée par la Libye dans les années 1980.

Les relations entre le Tchad et la Libye ont été essentiellement conflictuelles sous la présidence en Libye de Mouammar Kadhafi.
Les deux États qui partagent une frontière officielle de plus de 1055 km ont eu de nombreux affrontements liés au partage des territoires, notamment lors de l'annexion la bande d’Aozou par la Libye en 1975. Celle-ci est reconquise par le Tchad en août 1987.
Les deux États signent un accord de cessez-le-feu le 11 septembre 1987.
Dans les années 2000, le gouvernement libyen propose sa médiation au Tchad dans les conflits qui l'opposent au Soudan et aux groupes rebelles qui combattent le gouvernement lors de la guerre civile tchadienne de 2005 à 2010. En 2007, plusieurs accords de pays sont signés à Tripoli dans le cadre de ces deux conflits,, même si ces accords ne suffisent pas à mettre fin aux hostilités qui ne prennent fin qu'en 2010.
À partir de 2011, à la suite de la première guerre civile libyenne qui provoque le renversement puis l'exécution de Mouammar Kadhafi, le Tchad reconnait le Conseil national de transition comme seule autorité du peuple libyen.
Lors de la deuxième guerre civile libyenne, le Tchad prend le parti du maréchal libyen Khalifa Haftar qui contrôle l'Est du pays.
En janvier 2017, le Tchad ferme sa frontière terrestre avec la Libye pour des raisons sécuritaires, avant d'en rouvrir un point de passage, deux mois plus tard.
En septembre et octobre 2018, Khalifa Haftar se rend à N'Djamena à deux reprises et rencontre Idriss Déby, sans que le contenu de leurs échanges soit divulgué.
En juillet 2014, la Libye et le Tchad signent un accord de coopération qui prévoit le recensement des ressortissants tchadiens présents en Libye. Cet accord prévoit que les Tchadiens présents en Libye qui choisissent un rapatriement volontaire au Tchad bénéficient d'une aide logistique et financière et d'un programme de réinsertion au Tchad.

#### Relations avec la Tunisie
La Libye et la Tunisie partagent une frontière de 459 km. Le poste-frontière de Ras Jedir constitue le principal point de passage entre l'ouest de la Libye et le sud-est de la Tunisie. Outre les échanges commerciaux, la Tunisie est la première destination de la population de l'ouest de la Libye pour les soins médicaux. Lors de la révolution libyenne de 2011, ce poste frontière est traversé par des dizaines de milliers de réfugiés, dont une partie est accueillie dans le camp de Choucha à 7 kilomètres, où la solidarité des populations tunisiennes est décrite comme « exemplaire » par les ONG présentes sur place. En janvier 2023, la Libye envoie une aide alimentaire sous forme d'une centaine de camions chargés de sucre, d'huile, de farine et de riz à la Tunisie, confrontée à des pénuries récurrentes de ces produits. En août 2023, La Tunisie et la Libye trouvent un accord de coopération pour se répartir l’accueil des migrants africains subsahariens bloqués à la frontière entre les deux pays.
En avril 2025, la Tunisie et la Libye décident de renforcer leur coopération dans la lutte contre la traite des êtres humains et les migrations irrégulières.

### Relations avec le reste de l'Afrique

#### Relations avec le Maroc
En 1984, la Libye et le Maroc expriment à travers la conclusion du traité d'Oujda la volonté d'unifier les deux États. Toutefois, un communiqué libyo-syrien, publié le 25 juillet à l'issue d'une visite du président Hafez el-Assad en Libye, qualifie de « trahison » les entretiens des 22 et 23 juillet à Ifrane entre Hassan II et le Premier ministre israélien Shimon Peres. À la suite de ce communiqué, le rapprochement lybo-marocain est stoppé, et le traité d'union entre ces deux pays, définitivement abrogé. Les années suivantes, le leader libyen porte un gant blanc à la main droite lors de ses rencontres avec Hassan II pour ne se salir avec le sang que le Maroc a, selon lui, sur les mains,.

## Relations avec l'Asie

### Relations avec le reste du Moyen-Orient

#### Relations avec la Turquie
Pendant la deuxième guerre civile libyenne, la Turquie est l'un des principaux soutiens du gouvernement de Tripoli, où celle-ci se livre à une guerre par procuration contre l'Égypte et les Émirats arabes unis. L'aide militaire turque permet au gouvernement d'union nationale de remporter une victoire cruciale et décisive lors de la bataille de Tripoli de 2019-2020, à la suite de laquelle la déroute des troupes du général Haftar à l'offensive précipite la fin de la guerre. Capitalisant sur cette victoire remportée par ses alliés, Ankara travaille à s’installer durablement en Libye avec des ambitions militaires, mais aussi économiques notamment par l'exploitation d'hydrocarbures. En fin d'année 2019, le président turc Recep Tayyip Erdogan signe avec son homologue libyen Faïez Sarraj un accord lui permettant de déployer des troupes en Libye, impliquant également des permis d'exploration gazière en Méditerranée. Cet accord est dénoncé par l'Union européenne qui conteste la délimitation des eaux territoriales de ces deux pays. Un autre accord est de nouveau signé entre les gouvernements libyen et turc en octobre 2022 pour faciliter la prospection d’hydrocarbures dans les eaux territoriales et sur le sol libyen par des entreprises turques, également contesté par l’Union européenne.
En févier 2023, à la suite de plusieurs séismes qui font plusieurs dizaines de milliers de victimes à proximité des villes turques de Gaziantep, Kahramanmaraş et Ekinözü, la ministre des Affaires étrangères Najla Mangoush annonce à Ankara lors d'une conférence de presse avec son homologue turc Mevlüt Çavuşoğlu, avoir alloué à la Turquie une aide humanitaire de 50 millions de dollars.

#### Relations avec les Émirats arabes unis
Pendant le deuxième guerre civile libyenne, les Émirats arabes unis sont l'un des principaux soutiens du gouvernement de Tobrouck dans l'Est du pays, où il se livrent à une guerre par procuration contre la Turquie.
En avril 2021, à la suite de la formation d'un gouvernement libyen après la fin de la guerre civile, le prince héritier d'Abou Dhabi, cheikh Mohammad ben Zayed reçoit le nouveau Premier ministre libyen Abdelhamid Dbeibah, à qui il déclare apporter « le soutien des Émirats arabes unis au nouvel exécutif libyen et à son action pour assurer la sécurité et la stabilité de la Libye ».

#### Relations avec la Syrie
Pendant la seconde guerre civile libyenne, près de 13.000 mercenaires syriens, issus du groupe rebelle de l'Armée nationale syrienne recrutés par la Turquie combattent dans les rangs des forces du Gouvernement d'union nationale, jouant un rôle décisif dans la bataille de Tripoli.

#### Relations avec l'Irak
L'Irak et la Libye sont tous deux membres de la Ligue arabes, de l'Organisation de la coopération islamique, et de l'Organisation des pays exportateurs de pétrole.
Si ces deux pays ont peu d'interactions directes, ils partagent une histoire commune, notamment dans leurs indépendances respectives obtenues par le renversement de monarchies pro-britanniques (en 1958 pour l’Irak et 1969 pour la Libye), et leur adhésion au panarabisme et au nassérisme durant leurs années « post-coloniales ». En 1958, les officiers irakiens Abdel Karim Kassem et Abdel Salam Aref. qui renverse le roi Fayçal II lors de la révolution irakienne, se considèrent, à l'instar de Mouammar Kadhafi, comme disciples de Nasser et porteurs d'un projet panarabe. Ils reprennent d'ailleurs à l'instar de Kadhafi lors de son coup d'État dix ans plus tard, le nom « officiers libres » pour désigner leurs soldats putschistes, en hommage à Nasser.
Mais ce virage panarabiste en Irak ne dure pas longtemps, et le pays prend de nouveau un tournant nationaliste les années suivantes, renforcée prend fin à la suite du coup d'État du parti Baas en 1968. Après la prise de pouvoir de Mouammar Kadhafi en 1969 Bagdad et Tripoli ont donc peu d'affinités dans leurs politiques étrangères, en dehors de leur appartenance au « mouvement des non-alignés », et leur très forte hostilité envers Israël. Tous les deux les accords de paix israélo-égyptien de 1978 en excluant l'Égypte de la Ligue arabe, et en rompant leurs relations diplomatiques avec le Caire.
Les années suivantes, alors que l'hostilité de Mouammar Kadhafi à l'égard de son homologue égyptien se radicalise, Saddam Hussein joue l'apaisement, reconnaissant envers l'Égypte de son soutien dans sa guerre contre l'Iran. En plus de cette divergence diplomatique, les deux pays se retrouvent indirectement ennemis dans le conflit tchado-libyen (de 1978 à 1987), lors duquel Saddam Hussein, bien que déjà en guerre avec l'Iran, apporte un soutien militaire au Tchad.
En 1990, néanmoins, par opposition à l'« impérialisme américain », la Libye de Mouammar Kadhafi est le seul pays, avec l'Irak, à s'opposer à une résolution de la Ligue arabe demandant le retrait des troupes irakiennes du Koweït. Après la guerre du Golfe, l'Irak, vaincue, est soumise comme la Libye à des sanctions économiques des Nations unies. Celles-ci sont levées en 2003 à la suite du renversement de Saddam Hussein, qui pousse Mouammar Kadhafi, craignant pour sa propre survie, à céder à la pression occidentale. Celui-ci est à son tour renversé et tué en 2011 lors d'un soulèvement populaire appuyé par une intervention militaire (essentiellement aérienne contrairement à la guerre d'Irak) de l'OTAN.
Les « similitudes historiques » entre l'Irak et la Libye se poursuivent les années suivantes, lorsque les deux pays confrontés à deux guerres civiles successives, dont la deuxième permet au groupe État islamique de prendre plusieurs villes dans leurs territoires respectifs (Syrte en Libye). Tous deux aidés par l'armée américaine, l'Irak et la Libye parviennent entre 2016 et 2017 à chasser le groupe jihadiste de leurs territoires, et prennent un virage diplomatique pro-occidental.

#### Relations avec la Jordanie
En avril 2014, dans le contexte de la deuxième guerre civile libyenne, l'ambassadeur jordanien en Libye Fawaz al-Aitan est kidnappé à Tripoli par des hommes armés, avant d'être libéré un mois plus tard en échange de l’extradition d'un djihadiste libyen détenu par les autorités jordaniennes.
En novembre 2019, la Jordanie est accusée d'avoir livré des armées et formé des troupes du maréchal Khalifa Haftar, en guerre contre Fayez el-Sarraj pour le contrôle de la Libye

#### Relations avec Israël
La présence du judaïsme dans l'actuel territoire de la Libye est attestée depuis l'Antiquité romaine. Lors de l'islamisation du nord de l'Afrique, les juifs se voient imposer à l'instar des chrétiens, le statut de « dhimmi ». Lors de la colonisation italienne de la Libye qui débute en 1911, la communauté juive compte environ 30 000 individus, qui espèrent bénéficier de l'occidentalisation de ce territoire pour s'émanciper. Mais leur espoir tourne court lorsque Benito Mussolini arrive au pouvoir en 1922 et instaure un régime fasciste, alors que la collaboration de certains avec l'occupant italien marginalise la communauté juive de la population musulmane libyenne. L'année 1945 voit se dérouler l'un des plus importants pogroms anti-juif d'Afrique du Nord à Tripoli qui fait 140 morts, suivi trois ans plus tard par un nouveau pogrom anti-juif dans la même ville, mais de moindre ampleur. Ces événements poussent à l'exil la quasi-totalité des juifs libyens vers Israël à la suite de la fondation de l'État hébreu en mai 1948, tandis qu'une profonde animosité perdure entre les deux États.
Sous le régime de Mouammar Kadhafi qui dure de 1969 à 2011, la Libye était l'un des pires ennemis d'Israël, mais celle-ci ne participe pas à la guerre du Kippour, le président égyptien Anouar el-Sadate ayant délibérément décidé de tenir Khadafi dont il se méfiait, à l’écart de cette offensive.
Kadhafi envisage toutefois de bombarder le port de Haïfa, en riposte à la mort de 108 passagers et membres d’équipage d’un avion libyen en février 1973, abattu par Israël au-dessus du Sinaï, mais Saddate l'en dissuade. Un autre plan est alors élaboré par le chef d’État libyen prévoyant d'abattre un avion d’El Al au moment de son décollage de Rome pour Tel-Aviv, en septembre 1973, mais le Mossad fait échouer cette nouvelle tentative.
Le 27 juin 1976, un Airbus d’Air France avec 246 passagers et 12 membres d'équipage à bord reliant Tel Aviv à Paris, est détourné vers la Libye après une escale à Athènes par quatre terroristes pro-palestiniens, Kadhafi étant alors l'un des principaux soutiens internationaux de l'OLP. L’avion se pose une première fois à Benghazi, puis repart en direction du sud de l'Afrique et se pose en Ouganda, où les otages sont finalement libérés lors du raid d'Entebbe.
Le 5 décembre 1977, le rapprochement entre l'Égypte et Israël (qui débouche sur les accords de Camp David l'année suivante) provoque une rupture des relations diplomatiques entre l'Égypte et le Libye. L'année suivante, Israël soutient le Tchad d'Hissène Habré attaqué par Kadhafi pendant le le« conflit tchado-libyen » qui dure jusqu'en 1987 et se termine par une victoire du Tchad qui reprend contrôle de la bande d'Aozou. Les années suivantes, la Libye est de plus en plus isolée, Kadhafi étant accusé de soutenir le terrorisme international et d'être responsable de l'attentat de Lockerbie en 1988.
En 2011, Kadhafi est renversé et tué lors de la révolution libyenne, qu'il avait tenté de faire passer pour une « conspiration orchestrée par Al Jazeera et les services secrets israéliens ». Le gouvernement israélien ne prend aucune position quant à cette insurrection, se contentant d'en prendre acte, alors que la plupart des pays occidentaux la soutiennent et condamnent la répression.
En fin d'année 2011, un rapprochement avec Israël est envisagé par le Conseil national de transition qui succède au régime de Kadhafi. Mais la situation sécuritaire en Libye se détériore de nouveau, poussant au contraire la plupart des pays représentés à fermer leurs ambassades. Pendant la deuxième guerre civile libyenne (2014 - 2020), Israël apporte une aide secrète au maréchal Khalifa Haftar, celui-ci étant soutenu par l’Égypte d'Abdel Fattah al-Sissi, grand allié d'Israël dans la région.
En novembre 2021, le fils du maréchal Khalifa Haftar, homme fort de l’Est libyen, Saddam Haftar, se rend en Israël en escale d'une heure et demi entre Dubaï et Tripoli. Selon le journal israélien Haaretz, celui-ci demande une aide militaire et diplomatique à Israël et promet, si son père dirige le gouvernement d’unité nationale et de réconciliation qui sera établi en Libye après les élections présidentielles en décembre, d'établir des relations diplomatiques avec l’État hébreu. En août 2023, la cheffe de la diplomatie libyenne Najla El Mangoush rencontre son homologue israélien Eli Cohen à Rome, provoquant la suspension de cette dernière par le gouvernement libyen qui dénonce une rencontre « fortuite et non officielle ». Selon le chercheur Jalel Hachraoui, il y a bien un dialogue en cours depuis plusieurs années entre Tel-Aviv et Tripoli, sur lequel le gouvernement libyen tient à la discrétion pour ménager son opinion publique. Il est à ce titre regrettable qu'Eli Cohen ait partagé l'information de sa rencontre, par calcul politique intérieur, avec Najla El Mangoush, obligeant le gouvernement libyen à s'en désolidariser.

## Relations avec l'Europe

### Relations avec l'Union européenne

#### Relations avec l'Italie
En octobre 1912, l'Italie annexe la majeure partie de la Libye alors sous domination ottomane, au terme de la guerre italo-turque, qui prend fin et avec la signature du traité d’Ouchy (octobre 1912) qui entérine la victoire italienne. Mais son contrôle du territoire se réduit les années suivantes à cause de plusieurs révoltes tribales qui éclatent entre 1912 et 1920. Dans les années 1920, les généraux Pietro Badoglio et Rodolfo Graziani y mènent une violente campagne de pacification, suivie en 1935 par le lancement d'un plan un plan de grands travaux d'infrastructures sur le territoire libyen par le gouvernement fasciste Italo Balbo. Ces manœuvres restaurent l'autorité italienne sur la Libye jusqu'à, jusqu'à la Seconde Guerre mondiale, perdu par les forces de l'Axe auquel appartient l'Italie, qui perd ses possessions coloniales au profit de la France et de la Grande Bretagne.
Dans le seconde moitié du XXe siècle, l'Italie devient un partenaire commercial majeur de la Libye indépendante, notamment dans les hydrocarbures où l'Italie est un important débouché pour l'exportation et la compagnie Eni un important exploitant.
En 2017, l'Italie est alors le seul pays européen à ré-ouvrir son ambassade à Tripoli alors que la guerre civile fait rage, après avoir été le dernier pays à la fermer à cause de la dégradation sécuritaire, en février 2015.
En mars 2021, pour sa première visite à l’étranger, le chef du gouvernement italien Mario Draghi en poste depuis février, se rend en Libye et rencontre le nouveau Premier ministre libyen Abdelhamid Dbeibah. Les deux chefs d'États font l'éloge des relations historiques qui unissent leurs deux pays.
En janvier 2023, les patrons d'Eni et de la National Oil Corporation Claudio Descalzi et Farhat Bengdara signent un accord qualifié « d'historique » à Tripoli pour l'exploitation de deux gisements gaziers au large de la Libye, en présence des chefs d'État des deux pays Giorgia Meloni et Abdelhamid Dbeibah. Selon Claudio Descalzi, il s'agit du premier grand projet développé en Libye depuis 2000 sur deux champs situés au large, capables de produire dès 2026, entre 750 et 800 millions de mètres cubes de gaz par jour. La compagnie italienne, présente dans le pays présente dans le pays depuis 1959, renforce grâce à cet accord sa position de premier opérateur gazier du pays, assurant près de 80 % de la production de gaz libyen.Farhat Bengdara, de son côté, saisit l'occasion pour renouveler la demande de Tripoli aux entreprises internationales de revenir en Libye, en proie à une crise politique qui perdure depuis 2011.

#### Relations avec la Grèce
La Grèce ferme son ambassade à Tripoli en 2014 en raison de la deuxième guerre civile libyenne. Pendant cette guerre civile, Athènes soutient le maréchal Khalifa Haftar, rival du GNA.
En mars 2021, le Premier ministre grec Kyriákos Mitsotákis se rend en Libye et rencontré le nouveau Premier ministre libyen Abdelhamid Dbeibah et annonce la réouverture de l’ambassade de Grèce à Tripoli et de son consulat à Benghazi.

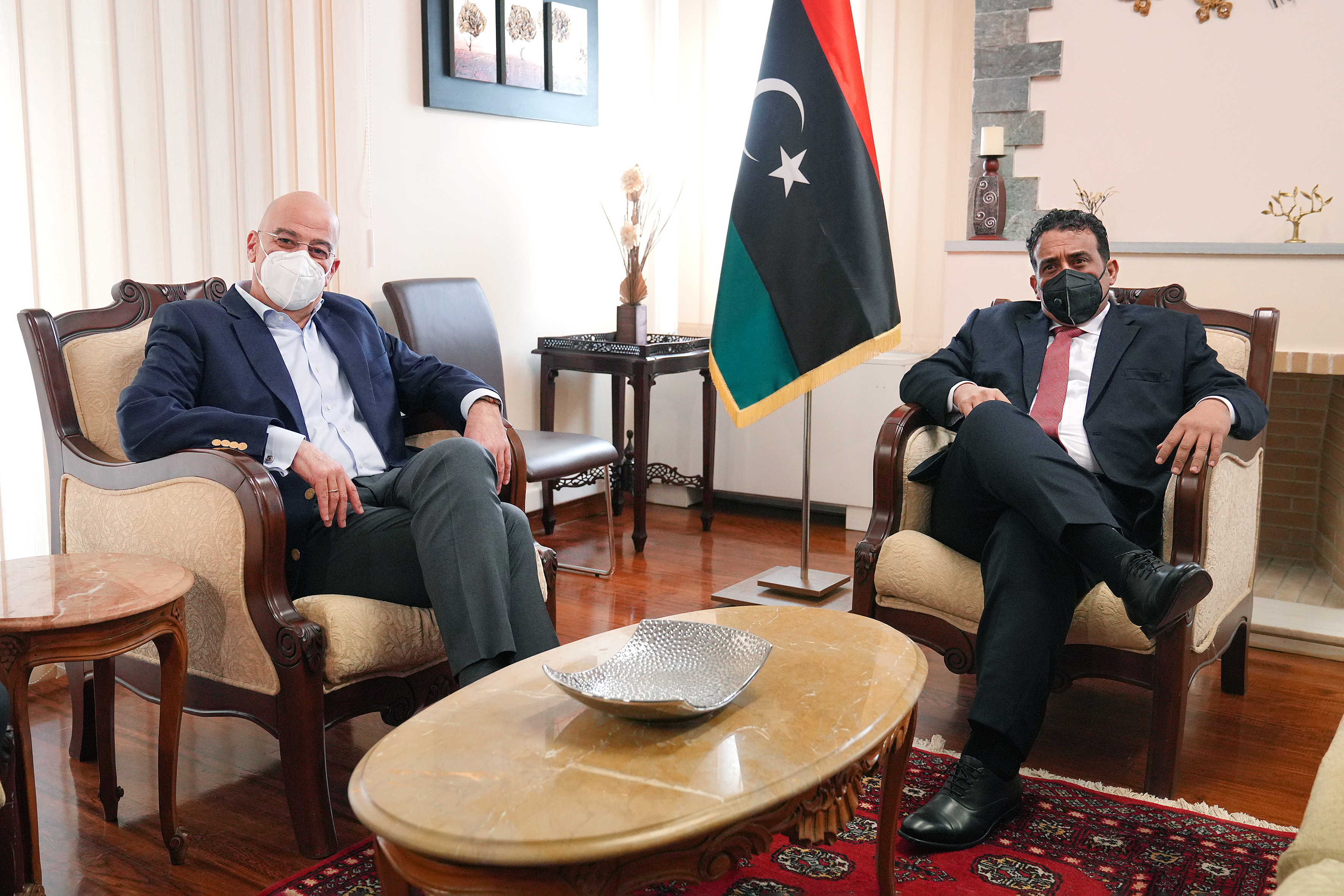
Rencontre entre le Président du Conseil libyen Mohammed el-Menfi et le ministre grec des Affaires étrangères Níkos Déndias à Athènes en avril 2021

Le Président du Conseil présidentiel Mohammed el-Menfi a été ambassadeur de Libye en Grèce en 2019, jusqu'à son expulsion pour avoir refusé de révéler aux autorités grecques le contenu d'accord marutime signé entre a Turquie et la Libye. En 14 avril 2021, celui-ci se rend à Athènes en tant que président libyen, et rencontre le Premier ministre grec Mitsotákis ainsi que le ministre grec des Affaires étrangères Níkos Déndias.
Le Premier ministre grec lui promet le soutien de la Grèce à la reconstruction de la Libye, réaffirmant que la condition indispensable pour la normalisation politique du pays est « le départ de toutes les forces (étrangères) du territoire libyen. ».
Athènes veut profiter de la normalisation de la situation politique en Libye pour rétablir rapidement ses relations diplomatiques avec ce pays méditerranéen, afin notamment de contrer la Turquie voisine avec laquelle elle entretient des relations difficiles. Níkos Déndias réitèrele rejet par la Grèce des accords conclus par le précédent gouvernement libyen avec la Turquie.

### Relations avec le reste de l'Europe

#### Relations avec la Russie

##### Pendant la guerre froide
Mouammar Kadhafi, au pouvoir depuis plus de quarante ans, s'est distingué pendant la guerre froide par une politique favorable à l'Union soviétique, alors que la plupart des pays africains avait une position de non-alignés. Toutefois, la Libye de Kadhafi devient un important client de l'Union soviétique dans les années 1970, lorsqu'un premier contrat d’armements majeur est signé par les deux partenaires en 1974, tandis qu'entre 1973 et 1982, près de 11 000 conseillers soviétiques y sont déployés afin de former les troupes libyennes à l’utilisation d’armements soviétique.

##### Entre 1991 et 2011
En 2008, Mouammar Kadhafi se rend à Moscou, sa première visite dans la capitale russe depuis 1985, et parvient à négocier avec le président russe Vladimir Poutine un effacement de la dette libyenne, évaluée à 4,5 milliards de dollars, en échange de la refondation des liens commerciaux entre les deux pays. De nouveaux contrats de plusieurs milliards de dollar, sont passés, dans les secteurs militaire et énergétique mais aussi du transport, alors que la société RZD (Chemin de fer de Russie) décroche un contrat de 2,2 milliards de dollars pour la construction d’une ligne à grande vitesse de 550 kilomètres entre les villes de Syrte et de Benghazi. Le chantier est toutefois interrompu par la révolution de 2011.
Les mois suivants, la Russie est évincée de la Libye après l’opération de l’OTAN qui mène au renversement et à la mort de Mouammar Kadhafi en 2011, provoquant une importante perte d'une zone d'influence dans la Méditerranée laquelle leur présence se limite désormais à la base navale russe à Tartous en Syrie.

##### Depuis la mort de Mouammar al-Kadhafi
La Russie évacue ses diplomates de Libye en 2013 après l'attaque de son ambassade à Tripoli par des hommes armés. Toutefois, son intervention en Syrie à partir de 2015 signe son retour en Moyen-Orient, et en fait un acteur capable de peser sur le conflit libyen. Parallèlement, la Russie de rapproche de l'Égypte depuis l'arrivée à la présidence d'Abdel Fattah al-Siss, autocrate grand admirateur de Vladimir Poutine, et impliqué dans la guerre civile libyenne en soutien au gouvernement de Tobrouk. En avril 2015, Abdallah Al-Theni, Premier ministre du gouvernement de Tobrouk, se rend à Moscou et laisse déjà entendre que les contrats russo-libyens de l’ère Kadhafi pourraient être prochainement remis sur la table.
En 2016 en Libye, la Russie, membre du Conseil de Sécurité de l'ONU reconnait officiellement le gouvernement de Fayez el-Sarraj soutenu par la communauté internationale, et se positionne en médiateur dans la deuxième guerre civile libyenne, appelant : « toutes les parties à la retenue »,.
Mais Moscou envisage parallèlement un soutien militaire à son rival Khalifa Haftar, russophone ayant étudié en Union soviétique et ancien officier de Mouammar Kadhafi, plus susceptible de défendre les intérêts russes. Celui-ci se rend à Moscou à deux reprises, en juin et novembre 2016, puis son apparition sur le porte-avions Amiral Kouznetsov de passage au large de la Libye en janvier 2017, attestant de l’intérêt que porte le Kremlin à un homme qui dispose d’une fibre politico-militaire particulièrement appréciée à Moscou.
Pendant l'offensive de Tripoli, en réponse au déploiement de moyens matériels et humains par la Turquie en soutien au gouvernement d'union nationale, la Russie décide de renforcer sa présence en Libye en soutien à l'Armée nationale libyenne, notamment par le biais du groupe Wagner. Une flotte d'au moins 14 avions de guerre de type MiG-29 et Su-24, des véhicules militaires ainsi que des systèmes antiaériens SA-22 y sont déployés. En plus du déploiement de matériel, la Russie accélère son recrutement et son déploiement de mercenaires Syriens et Russes pour contrer les avancées du gouvernement libyen d’accord national. La directrice des renseignements du commandement des États-Unis pour l'Afrique estime, en septembre 2020, la présence d'environ 3 000 mercenaires russes et de 2 000 mercenaires syriens,. Ces mercenaires syriens, combattant du côté du maréchal Haftar, seraient entraînés à Homs et payés entre 1 000 et 2 000 dollars par la Russie.
En juin 2020, constatant l'échec de son l'offensive, le général Haftar renonce à tenter de prendre Tripoli et place ses forces sur la défensive face à la menace d'une contre attaque ds forces du GNA. Mais celles-ci n'avancent pas au delà de la reprise de leurs territoires perdus (à l'exception de la ville de Syrte) conduisant le conflit à baisser en intensité.
Le mois suivant, dans la perspective d'un cessez le feu entre les belligérants, le chef de la Diplomatie russe Sergueï Lavrov annonce la réouverture de son ambassade en Libye. Cependant, il est décidé que le siège serait temporairement basé en Tunisie[réf. souhaitée].
En avril 2021, le nouveau Premier ministre libyen Abdelhamid Dbeibah se rend à Moscou, où il est reçu par son homologue russe Mikhaïl Michoustine, le président russe Vladimir Poutine, Sergueï Lavrov et le ministre russe de la Défense Sergueï Choïgou. Le gouvernement russe se déclare prêt à rétablir une pleine coopération militaire avec la Libye et à de nouveaux accord énergétiques. De son côté, Abdelhamid Dbeibah appelle à la création de « nouveaux ponts » entre Moscou et Tripoli, et déclare avoir besoin du soutien de la Russie pour promouvoir un « nouveau climat économique ».

#### Relations avec Malte
L'île de Malte, plus proche voisin européen de la Libye, est aussi l'un de ses principaux partenaires économiques et commerciaux.
En avril 2021, le Premier ministre maltais Robert Abela se rend à Tripoli où il rencontre son homologue libyen Abdelhamid Dbeibah, annonce la réouverture de l'ambassade maltaise et la reprise des liaisons aériennes entre les deux pays.

## Relations avec l'Amérique

### Relations avec l'Amérique du Nord

#### Relations avec les États Unis

##### Entre 1991 et 2011
Les attentats du 11 septembre 2001 et l'invasion de l'Irak marquent un infléchissement décisif de la politique internationale de Kadhafi : désireux d'éviter le sort de Saddam Hussein et adversaire résolu du terrorisme islamiste, il devient désormais le partenaire des pays occidentaux dans la « guerre contre le terrorisme »,. En 2004, Washington et Tripoli rétablissent leurs relations diplomatiques, tandis qu'en 2006, la Libye est retirée de la liste américaine des États soutenant le terrorisme, et les deux pays nomment des ambassadeurs.

##### Depuis la mort de Mouammar al-Kadhafi
Le 11 septembre, 2012 l'ambassadeur américain en Libye J. Christopher Stevens est assassiné à Benghazi avec trois autres diplomates américains.
Pendant la deuxième guerre civile libyenne, le président américain Donald Trump apporte son soutien au général Haftar qu'il considère comme un allié dans la lutte contre le terrorisme.
En janvier 2023, le directeur de la CIA William Joseph Burns se rend à Tripoli, marquant la première visite d'un haut responsable américain depuis l'accession à la présidence de Joe Biden. Il rencontre le Premier ministre libyen Abdel Hamid Dbeibah ainsi que plusieurs autres responsables du gouvernement de Tripoli, ainsi que, selon certaines sources locales, le général Haftar. Les mois suivants, inquiets du déclenchement du conflit soudanais, les Américains accentuent la pression sur les différents belligérants libyens pour qu'ils rompent leur collaboration avec la société de sécurité privée russe Wagner, qui soutient les forces de soutien rapide au Soudan voisin.